# Willi Hockenholz
Willi Hockenholz (* 27. Februar 1898 in Brandenburg an der Havel; † 29. Dezember 1950) war ein deutscher Politiker (SPD/SED). Er war Abteilungsleiter im Zentralsekretariat der SED.

## Leben
Hockenholz, Sohn eines Malermeisters, besuchte die Volksschule sowie später eine Präparandenanstalt und ein Lehrerseminar. 1917/18 war er Soldat im Ersten Weltkrieg. Hockenholz legte am 6. Dezember 1919 die Erste Lehrerprüfung in Aschersleben und am 11. Dezember 1923 die Zweite Lehrerprüfung in Berlin-Neukölln ab. Von 1923 bis 1933 war er als Lehrer an der 45./46. Lebensgemeinschaftsschule in Berlin-Neukölln beschäftigt. 1933 wurde er von den Nationalsozialisten aus dem Schuldienst entlassen. Nach 1933 war er als selbstständiger Kaufmann und als Handelsvertreter für Industrie-Lacke tätig.
1924 trat Hockenholz der SPD bei und war von 1924 bis 1933 Leiter der SPD-Abteilung 97 in Berlin-Neukölln. Nach der „Machtergreifung“ der Nationalsozialisten war er in einer sozialdemokratischen Widerstandsgruppe aktiv. 1939 sowie 1943 wurde Hockenholz zur Wehrmacht eingezogen. 1945 geriet er in sowjetische Kriegsgefangenschaft und war im Lager Stalino interniert.
Im November 1945 kehrte Hockenholz nach Berlin zurück. Von 1946 bis 1950 wirkte er als Hauptreferent im Hauptschulamt für Lehrerbildung von Groß-Berlin. Hockenholz gehörte zu den Befürwortern der Vereinigung der beiden Arbeiterparteien und wurde 1946 Mitglied der SED. Ab Mai 1946 war er paritätischer (zusammen mit Bruno Leuschner bzw. Willi Stoph) bzw. stellvertretender Leiter der Abteilung Wirtschaft im Zentralsekretariat des Parteivorstandes der SED und dort insbesondere mit Handwerksfragen befasst. Im März 1950 wurde er zum Hauptdirektor der Mitropa ernannt, jedoch am 27. November 1950 wegen angeblicher Wirtschaftsverbrechen inhaftiert. Am 29. Dezember 1950 beging Hockenholz Suizid.
1991 wurde er durch die Bundesschiedskommission der PDS politisch sowie 1994 durch das Landgericht Berlin auch juristisch rehabilitiert.